# Predrag Ocokoljić
Predrag Ocokoljić (Beograd, 29. srpnja 1977.), srbijanski nogometaš.
Karijeru je započeo u beogradskim nižerazrednim klubovima Dorćolu i Palilulcu, zatim bio prvotimac niškog Radničkog (1997/98) i beogradskog Obilića (1998-2002).
Internacionalnu karijeru započeo je u Ukrajini, u timi Šahtara (2002), a nastavio u francuskim klubovima Toulouse (2003-05) i Châteauroux (2005-06). Od lleta 2007. nastupa za ciparski AEL Limassol.
Odigrao je dva meča za reprezentaciju Srbije i Crne Gore. Debitirao je 16. studenog 2003. protiv Poljske (3:4) u Ploku, a nastupio je i 31. ožujka 2004. protiv Norveške (0:1) u Beogradu. 

## Vanjske poveznice
- Profil na stranicama nogometne reprezentacije Jugoslavije, SCG i Srbije  Arhivirana inačica izvorne stranice od 25. siječnja 2008. (Wayback Machine)